# Conjunt de Valleta
El conjunt de Valleta és un element patrimonial del municipi de Llançà (l'Alt Empordà) inclòs en l'Inventari del Patrimoni Arquitectònic de Catalunya. És situat al sud-oest del nucli urbà de la població de Llançà, a la qual pertany, molt proper al límit municipal amb el terme de Vilajuïga. L'origen del veïnat de Llançà es produeix vers el segle XVIII quan l'increment de la població fa que s'abandoni el nucli medieval de Llançà que vivia protegit per les muralles. És en aquest context que es crea el conjunt de masos i cases de Valleta.
Es tracta del conjunt d'habitatges que conformen la part de tramuntana del nucli de Valleta, delimitades per la riera del mateix nom i articulades al voltant del carrer de Sant Silvestre. Per accedir al nucli cal creuar el pont de Valleta. Està format per un sol ull o arc de mig punt, bastit amb maons disposats a sardinell. El pont presenta la data 1912 gravada a la clau de la banda de ponent. La barana, de perfil apuntat, és bastida en pedra sense treballar i està lligada amb abundant morter de calç, mentre que el paviment ha estat refet recentment. Pel que fa a la tipologia edificatòria del nucli, majoritàriament les construccions responen a masies de planta rectangular, amb les cobertes de teula de dues vessants distribuïdes en planta baixa i pis. Presenten obertures rectangulars i de mig punt, amb els emmarcaments arrebossats o bastits amb maons. Algunes d'elles presenten porxos coberts amb voltes rebaixades, oberts a l'exterior mitjançant arcs de mig punt o bé rebaixats. La majoria de cases han estat ampliades i rehabilitades en diferents èpoques, tot i que encara mantenen l'estructura original. Cal destacar un pou de pedra situat a tocar del nucli, força ben conservat.
Les construccions estan bastides en pedra lligada amb morter de calç, tot i que algunes presenten els paraments arrebossats.